# 1851 dans le catholicisme
Chronologie du catholicisme
- 1847
- 1848
- 1849
- 1850
- 1851
- 1852
- 1853
- 1854
- 1855

Cet article présente les faits marquants de l'année 1851 dans le catholicisme.

## Évènements
- Saint Hilaire de Poitiers est proclamé Docteur de l'Église par le pape Pie IX.

## Naissances
- 21 février : Claude Bardel, prélat français, évêque de Séez, précédemment évêque titulaire de Paros (de) († 16 février 1926)
- 6 mai : Armand Olier, prélat et missionnaire français, vicaire apostolique d'Océanie centrale et évêque titulaire de Tipasa-en-Maurétanie (de) († 17 septembre 1911)
- 10 novembre : Saint José Maria de Yermo y Parres, prêtre lazariste mexicain, fondateur des Servantes du Sacré-Cœur de Jésus et des Pauvres († 20 septembre 1904)
- 23 novembre : Neil McNeil, prélat canadien, archevêque de Toronto, précédemment vicaire apostolique de l'Ouest de Terre-Neuve (Saint-Georges) et évêque titulaire de Nilopolis (de), évêque de Saint-Georges puis archevêque de Vancouver († 25 mai 1934)

## Décès
- 13 juillet : Charles-François Langlois, prêtre français, supérieur des Missions étrangères de Paris (° 14 septembre 1767)